# Victor Yarros
Victor Yarros (1865-1956) était un auteur anarchiste américain du XIXe siècle. Il contribua activement au périodique individualiste libertaire américain Liberty.

## Biographie
Yarros était à ses débuts associé aux communistes libertaires mais il se convertit bientôt à l'anarchisme individualiste, et était très critique à l'encontre de toute chose collective.
Yarros ne voyait pas l'anarchisme comme un système utopique, mais comme les autres anarchistes de son courant de pensée, il envisageait une société dans laquelle la coercition serait utilisée uniquement en cas de défense : « Les anarchistes, en tant qu'anarchistes, œuvrent directement, non pas pour un état social parfait, mais pour un système politique parfait. Un état social parfait est un état complètement libre de péché et de crime de folie; un système politique parfait dans lequel la justice est observée, dans lequel rien n'est puni sauf le crime et où personne n'est contraint hormis les envahisseurs » (« The anarchists, as anarchists, work directly, not for a perfect social state, but for a perfect political system. A perfect social state is a state totally free from sin or crime of folly; a perfect political system in which justice is observed, in which nothing is punished but crime and nobody coerced but invaders »). Cela doit être accompli par des forces privées, plutôt que par un état fondé sur les taxes.
Comme les autres anarchistes individualistes, il oppose la révolution anarchiste au conflit violent. Il ne croit pas qu'une société libertaire ne peut exister tant que les individus n'auront pas appris la valeur de la liberté :

« L'abolition de l'État externe doit être précédé par la décadence des notions qui respirent la vie et la vigueur dans ce monstre informe : autrement dit, c'est seulement quand les gens apprendront à évaluer la liberté et comprendre les vérités de la philosophie anarchiste, que la question d'abolir en pratique l'État surgira et acquerra un sens (The abolition of the external State must be preceded by the decay of the notions which breathe life and vigour into that clumsy monster: in other words, it is only when the people learn to value liberty, and to understand the truths of the anarchistic philosophy, that the question of practically abolishing the State looms up and acquires significance). »

Yarros fondait initialement son anarchisme individualiste sur l'égoïsme, puisqu'il écrivit un essai intitulé Why I Am An Egoist, cependant, il répudia plus tard l'égoïsme qu'il appelait une « absudrdité monstrueuse et un non-sens misérable » (« monstrously absurd and miserably nonsensical ») (Liberty, VII, 6 mai 1891).